# Insel Hiddensee (Schiff, 1935)
Die Insel Hiddensee ist ein ehemaliges Fahrgastschiff der Weißen Flotte mit Heimathafen Stralsund. Sie liegt heute als Filmmotiv in Hamburg.

## Geschichte
Die Insel Hiddensee wurde im Auftrag der Genossenschaftsreederei Hiddensee auf der Rostocker Neptun-Werft gebaut. Knapp ein Drittel des Kaufpreises von 147.728 Reichsmark (was heute inflationsbereinigt ca. 790.000 EUR entspricht) wurde durch Reichszuschüsse finanziert. Der Stapellauf erfolgte am 2. Mai 1935. Wegen unzureichender Steuereigenschaften musste das Schiff nach einer Probezeit zur Nachbesserung in die Werft zurück und konnte daher erst kurz vor Ende der Sommersaison 1935 in Dienst gestellt werden. Ab 1936 wurde die Insel Hiddensee im Liniendienst zwischen Stralsund und Hiddensee eingesetzt. Daneben wurden vertragsgemäß Ausflugsfahrten für das Sächsische Kinderheim in Wiek durchgeführt. Zeitweise wurde sie an die Saßnitzer Dampfschiffsreederei verchartert. Ab 1939 wurde sie vor allem für das in Stralsund stationierte Militär eingesetzt, während die Zahl der zivilen Fahrten zurückging. In den letzten Tagen des Zweiten Weltkriegs wurden mit ihr Flüchtlinge von der Insel Hiddensee evakuiert.
Nach dem Krieg wurde die Insel Hiddensee von der Roten Armee genutzt. Ab dem 6. April 1946 konnte die Genossenschaftsreederei das Schiff wieder für regelmäßige Fahrten zwischen Stralsund, Schaprode sowie Kloster und Vitte auf Hiddensee einsetzen. Danach wurde auch der Sonntagsverkehr wieder eingeführt. Ab 1951 wurden Sonderfahrten, ab 1952 Charterfahrten für die DSU durchgeführt. Die DSU setzte die Insel Hiddensee im Bäderverkehr und für Ausflugsfahrten zwischen Rügen und Usedom ein.
Auf der Volkswerft Stralsund erfolgte zwischen Herbst 1954 und Ende Mai 1955 eine Generalüberholung, während der die Schiffsdieselmotoren im Dieselmotorenwerk Rostock erneuert wurden. Am 1. Januar 1960 wurde die Insel Hiddensee von der Stralsunder Weißen Flotte übernommen und weiterhin im Liniendienst zwischen Stralsund und Hiddensee eingesetzt. 1964/65 wurden auf der Volkswerft neue Motoren installiert und 1965/66 erfolgte eine Erneuerung von Aufbauten und Inneneinrichtungen. Nach der Privatisierung der Weißen Flotte in den 1990er Jahren wurde das Schiff außer Dienst gestellt und 1995 durch einen gleichnamigen Neubau ersetzt.
Die Insel Hiddensee liegt seit 2008 unter dem Namen Hiddensee für eine Filmproduktionsgesellschaft im Hamburger Reiherstieg auf.

## Technik
Die Insel Hiddensee war bei Indienststellung mit zwei Sechszylinder-Viertakt-Dieselmotoren mit einer Gesamtleistung von 330 PS ausgestattet, die auf zwei Schrauben wirkten. Damit wurde eine Geschwindigkeit von 10,5 kn erreicht. Die 1964/65 eingebauten Dieselmotoren hatten je 225 PS Leistung.
Das Schiff war für 390 Fahrgäste zugelassen. Nach der Erneuerung der Aufbauten 1965/66 standen geschützte Plätze für 409 Passagiere zur Verfügung.